# Jom kipur
Jom kipur (hebrejsky יוֹם כִּפּוּר‎), označovaný také jako Jom ha-kipurim (יוֹם הַכִּפּוּרִים), v českém překladu den smíření, je největší židovský svátek, jeden z vysokých svátků v judaismu. Mezi sefardskými Židy je Jom kipur nazýván jako den „trýznění duší“ a „očisty od hříchu“ (Lv 16:29-34; 23:27-32; Nu 29:7). Připadá na 10. den měsíce tišri, podle gregoriánského kalendáře tedy připadne na září anebo říjen (například v roce 2014 na 4.-5. října). Jde o jeden z nejsvětějších dnů v židovském kalendáři. Tento den totiž odpustil Bůh Izraeli zhotovení zlatého telete a tento den se také Abrahám obřezal a uzavřel tak smlouvu s Hospodinem. Tento den se připomíná dlouhým, více než dvacet čtyři hodin trvajícím půstem a intenzivními modlitbami. Jako jediný den v roce má celkem pět modlitebních časů, během kterých se říkají amidy (modlitby) – Ma'ariv, Šacharit, Musaf, Mincha a Ne'ila. Jom kipur se nazývá šabat šabaton (שַׁבַּת שַׁבָּתוֹן, šabat šabatů), což jen vypovídá o velikosti tohoto svátku.

## Předpisy
Během Jom kipur, stejně jako ve svátek či na šabat, je zakázána veškerá práce. V Izraeli je v tento den vyhlášen zákaz jízdy automobilem. Nevysílá televize ani rozhlas. Jsou zavřeny všechny obchody a úřady. Jediná výjimka jsou policie, zdravotnictví a armáda.
Na Jom kipur je zvykem, podobně jako v jiné postní dny, neoblékat a neobouvat nic koženého, nenosí se šperky. Naopak, je velmi časté nosit talit po celý den, Jom kipur je jediným dnem, kdy se talit obléká na večerní bohoslužbu. Sami věřící také dávají, více než kdy jindy, najevo svou odevzdanost do Boží vůle, což muži vyjadřují oblékáním „kitlu“; bílého, volně splývajícího pohřebního rubáše, v němž, až nadejde čas, jsou skutečně pohřbeni.
Na Jom kipur si lidé nepřejí chag sameach (חַג שָׂמֵחַ, veselý svátek), neboť Jom kipur není chag a není ani veselý, ale přeje se gmar chatima tova (גְּמַר חֲתִימָה טוֹבָה, kéž jsi zpečetěn k dobrému).

### Kaparot
Je zvykem před začátkem Jom kipur provádět tzv. kaparot, dosl. usmiřování. Kaparot spočívá v tom, že člověk koupí kohouta či slepici, tou třikrát zatočí nad hlavou a následně ji nechá zaříznout – vykoná tak určitý druh smírčí oběti. V Izraeli a ve velkých židovských komunitách, kde se takto kaparot provádí, je pravidlem, že všechna obětovaná zvířata jsou potravinářsky zpracována a výsledné produkty jsou přidělovány chudým. Jindy je zvykem místo kohouta či slepice „obětovat“ peníze – tyto pak jdou na dobročinné účely. Některé halachické autority (Ga'on z Vilna, Josef Karo, Nachmanides) kaparot zpochybňovaly, jiné (Moše Iserles) jej naopak podporovaly.

### Prosby za odpuštění
Před tímto svátkem je zvykem, že jednotlivci žádají o odpuštění všechny osoby, které se jimi mohou cítit dotčeny v důsledku vážné křivdy, a těsně před začátkem svátku pojíst „závěrečné jídlo“ (se'uda mafseket). Tento den je vrcholem Vysokých svátků a deseti dnů pokání, které započaly 1. tišri na svátek nového roku – Roš ha-šana, kdy je předchozí chování každého člověka váženo na vahách a jeho osud je zapsán a zapečetěn Bohem v „Knize života“ (Sefer ha-chajim). Jedině když člověk důkladně očistí svou duši a duchovně „jde do sebe“ (chešbon ha-nefeš), je dosaženo účelu Dne smíření; ten člověk může pak vést po tomto Jom ha-din („soudném dni“) k omluvitelnému klidu mysli, protože pouze pokání (tšuva), modlitba (tfila) a dobročinnost (cdaka) dokážou odvrátit nepříznivý výnos.

### Půst
Jedním z nejdůležitějších předpisů na Jom kipur je půst. Ten se drží od západu slunce do setmění následujícího dne. Je zakázáno jídlo, pití, sexuální styk, používání kosmetických prostředků a toaletních potřeb, stejně jako mytí částí těla kromě prstů a očí (Mišna Joma 8:1).
V případě, kdy je ohrožen lidský život, lze tyto příkazy porušit (např. pokud je nutné odvést nemocného člověka do nemocnice nebo v případě půstu se může nemocný člověk najíst). Půst se také nevztahuje na děti. Od devíti let by však měly být pomalu na půst připravovány a od dosáhnutí věku dospělosti – bar micva, bat micva (13 u chlapců, resp. 12 let u dívek) – by už měly být schopny půst dodržovat.

## Liturgie

### Kol nidrej
Svátek začíná večerní úpěnlivou modlitbou v aramejštině Kol nidrej – „Všechny sliby“. Text modlitby žádá, aby byly zrušeny všechny sliby, přísahy závazky, které byly učiněny od minulého Jom kipur až k nynějšímu; závazků vůči lidem však nezprošťuje – ty je třeba plnit. Kol nidrej se týká pouze závazků, slibů a předsevzetí, která člověk uzavřel vůči Bohu. Kol nidrej není součástí samotné večerní bohoslužby ma'ariv. Musí se začít již před západem slunce, neboť Kol nidrej má status soudu (a podle rabínského práva soud nesmí nikdy začít po setmění). Proto je také ze svatostánku v synagoze vynesena Tóra (nebo svitky Tóry), za zpěvu verše „Spravedlivému je zaseto světlo, a radost lidem přímého srdce“ je význačnými členy obce nesena v synagoze. Poté je donesena na bimu a během celého zpěvu Kol nidrej (zpívá se třikrát na tradiční, neměnnou melodii pocházející z gaonského období) ji vybraní členové obce nesou. Během Kol Nidrej se obléká talit. Po jejím skončení následuje Ma'ariv.

### Ma'ariv
Večerní bohoslužba se liší od běžné sváteční bohoslužby zvláštními benedikcemi během Amidy, dále veřejně proklamovaným vyznáním (Viduj) a modlitbou Avinu Malkenu (Otče náš, Králi náš). Na šabat se Avinu Malkenu neříká. Modlitby jsou zpívané na zvláštní, sváteční melodii.

### Šacharit, Musaf a Mincha
Ranní, přídavná i odpolední modlitba se liší od ostatních svátků stejně jako večerní – vyznáním vin a přidáváním kajícných modliteb. Odpoledne se pak po četbě z Tóry předčítá biblická kniha Jonáš, jako příklad božího milosrdenství s těmi, kdo napravili své špatnosti. Tento den se také vzpomíná na nejbližší zemřelé při zvláštní modlitbě „Upamatování“ (Mazkir). Přestávka mezi Musaf a Mincha bývá v synagoze vyplněna studiem či diskuzí.

### Ne'ila
Jom kipur končí bohoslužbou nazvanou Ne'ila, doslova „uzamčení“, neboť v chrámových dobách se touto dobou uzamykaly brány Chrámu. Ne'ila je plnohodnotná bohoslužba, během které se recituje Amida i Viduj. Ne'ila je zakončena troubením na šofar a hlasitým vyznáním Šema Jisra'el (Slyš Izraeli). Po skončení následuje havdala a po ní většinou malé občerstvení na konec půstu.
Jomkipurská válka
Dne 6. října 1973 egyptské a syrské jednotky napadly izraelské posádky. Tehdy izraelité slavili svátek Jom kipur a útok je překvapil. Vyhráli, ale za cenu velkých ztrát.